# Floddelta

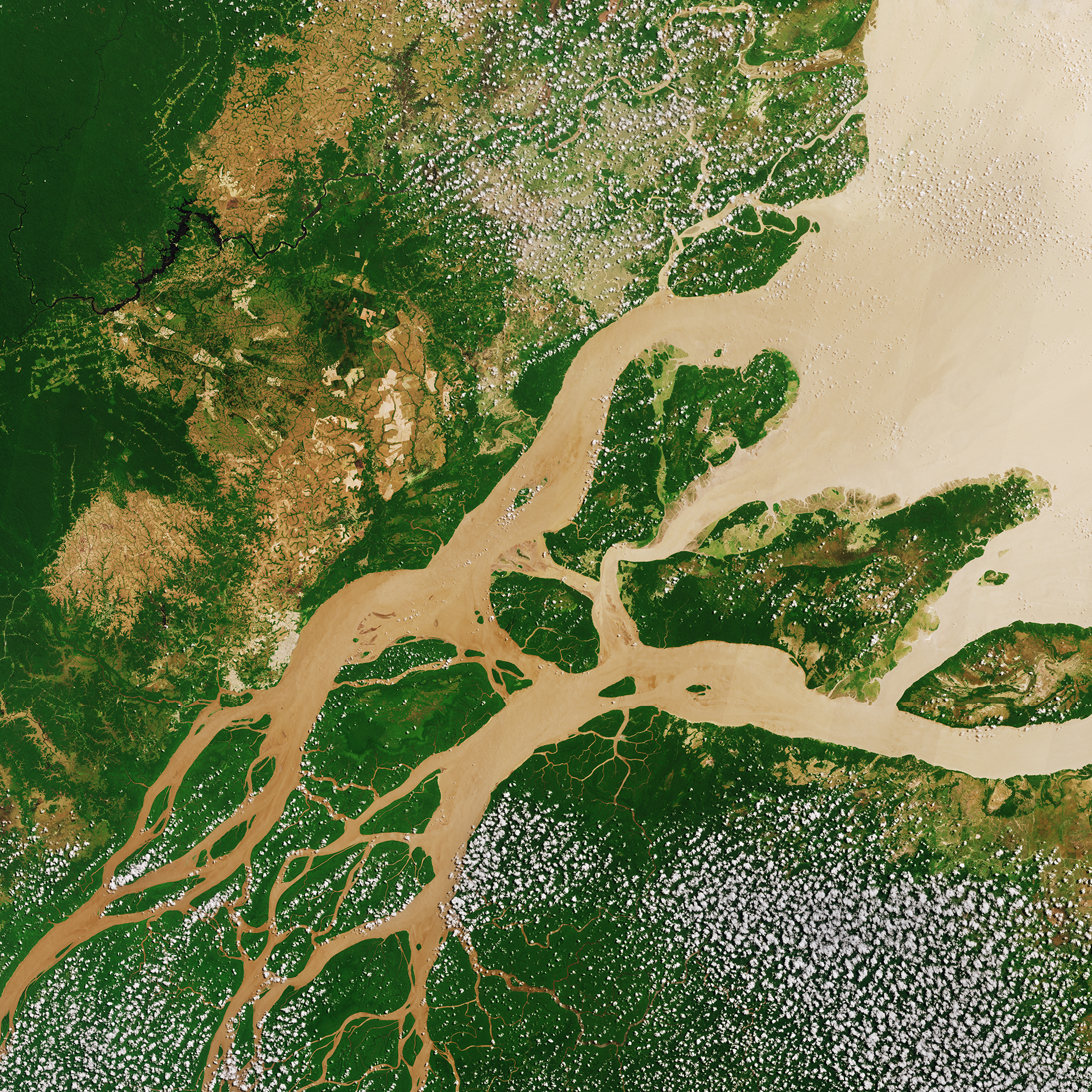
Satellitebild av Amazonasdeltat i Sydamerika.

Ett floddelta eller delta är en landformation (sedd ovanifrån typiskt triangelformad) som består av låga landområden och öar, och förekommer vid eller utanför mynningen av vissa floder. Floddelta uppkommer genom att de i flodernas vatten mekaniskt uppslammade grus-, sand- och lerpartiklarna avlagrar sig utanför mynningen och där hopar sig till låga grund, som så småningom sticker upp till vattenytan och vilkas mellanrum efter hand fyllas med slam och sand. Genom de sålunda bildade flacka landområdena skär sig floden nya och alltmer förgrenade lopp, en uppdämning äger då och då rum, flodens vatten stiger samt översvämmar och avlagrar fasta ämnen på den nybildade marken, vilken av dessa orsaker småningom tillväxer både utåt och uppåt.

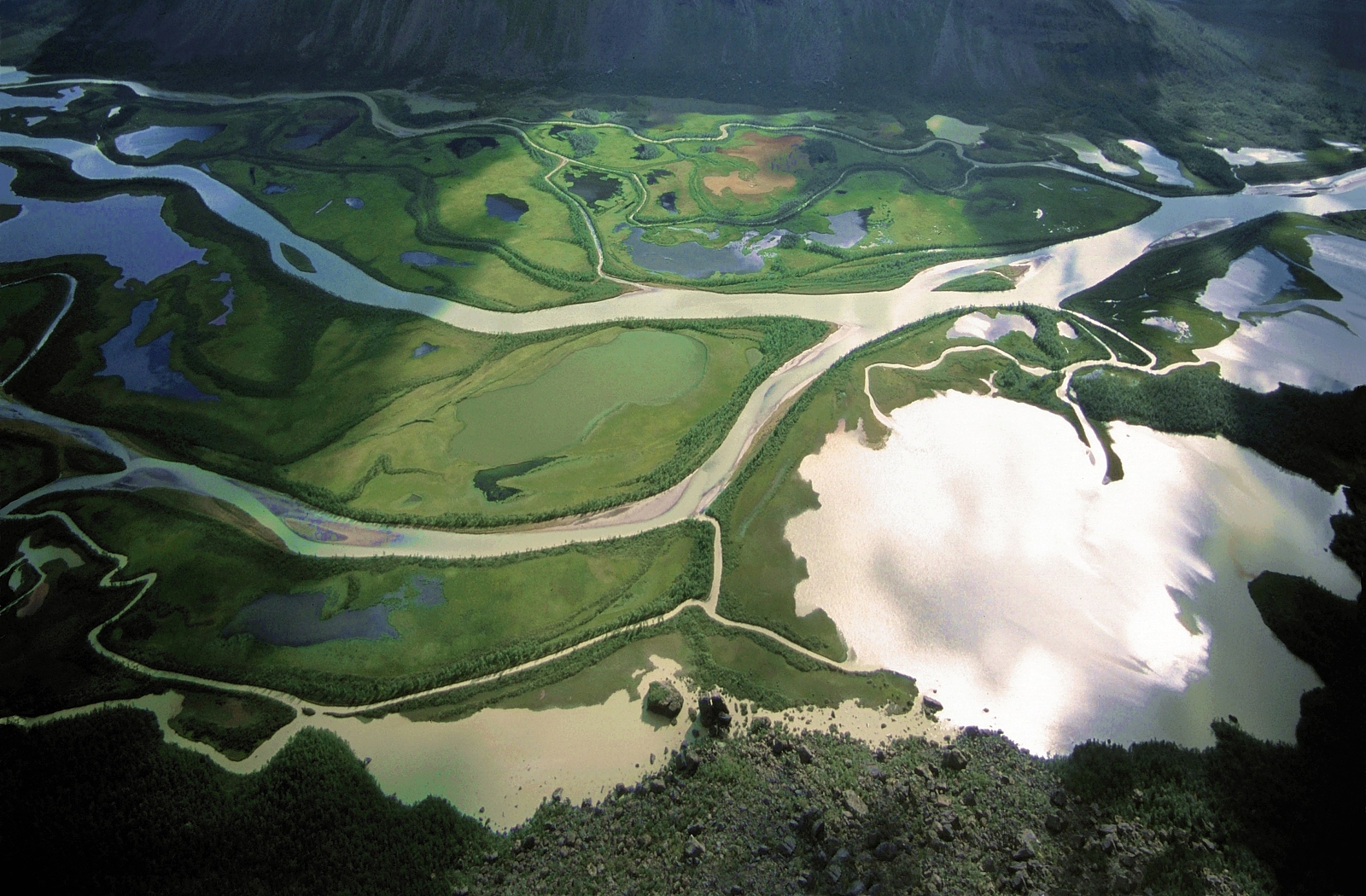
Rapaälvens delta i Lappland.

Floderna Nilen, Rhen, Rhône, Po, Donau, Ganges, Mekong och Mississippi med flera har deltabildningar. Nilens delta, vars trekantiga form (som liknar den grekiska bokstaven delta) gett anledning till namnet, är en av åtskilliga flodgrenar genomkorsad, horisontell slätt av 22 000 kvadratkilometers storlek.

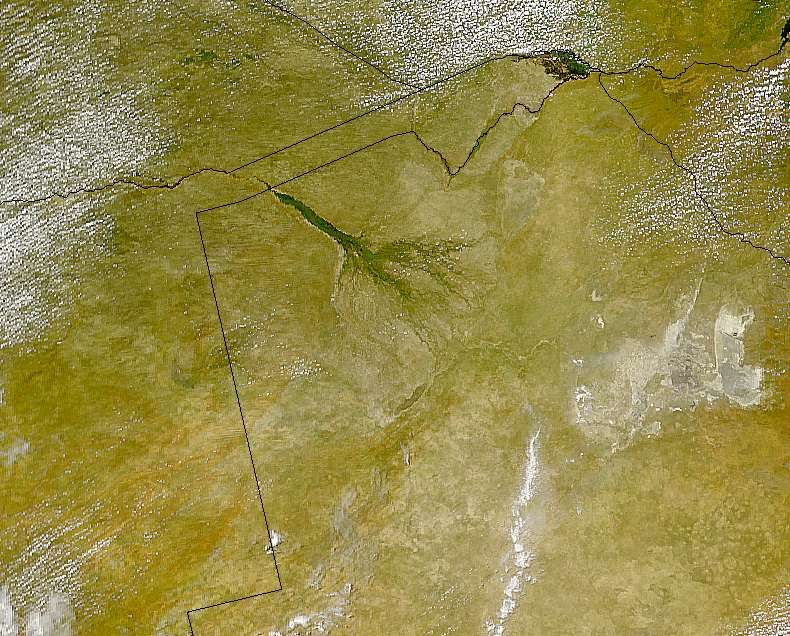
Satellitbild över Okavangodeltat

Ett delta som inte ligger vid havet kallas inlandsdelta. Det kan röra sig om en flods utlopp i en sjö, t.ex. deltat vid Klarälvens mynning i Vänern. Ett inlandsdelta kan också uppstå i torra områden där en flod når botten på ett endorheiskt bäcken, t.ex. Okavango som slutar i Okavangodeltat mitt i Kalahariöknen.
Om floden mynnar ut vid en kust, som berörs av havsströmmar och är utsatt för verkningarna av ebb och flod, utan att vara skyddad av utanför liggande strandbankar eller sandrevlar, kan i de flesta fall inget delta bildas. Amazonfloden är ett exempel på det. De vattenområden med bräckt vatten som i dessa fall uppstår kan kallas estuarium.
Vanligen består deltaavlagringarna av omväxlande sand, grus och lerlager med inneliggande lämningar av växter och djur, såväl landdjur som söt- och saltvattensdjur. Det grövre och således tyngre gruset avlagras under normala förhållanden direkt utanför mynningen, sand och slam något utanför detta; men det finaste lerämnet förs ut på längre avstånd och sätter sig där småningom till bottnen. Strömhastigheten hos det utrinnande vattnet är dock ej alltid lika, vilket har till följd, att grus och sand stundom förs lika långt ut som eljest lerslammet i vanliga fall, och därav uppstår en växling mellan grövre och finare lager.

## Svenska exempel
Exempel på deltabildning finns i flera av Lapplands fjällsjöar, (alla i Lule lappmark):
1. Kvikkjokksdeltat, där Lilla Luleälv har sitt utflöde i sjön Saggat,
2. vid samma älvs utlopp i västra ändan av den något sydligare belägna sjön Peuraure samt
3. vid Rapaälvens utflöde i sjön Laitaure.

Av de vid Sveriges havskuster utmynnande älvarna har endast Indalsälven någon större deltabildning, och dessutom är Klarälvens utlopp i insjön Vänern ett delta med åtta större mynningsarmar.